# 산마리노 케이블카

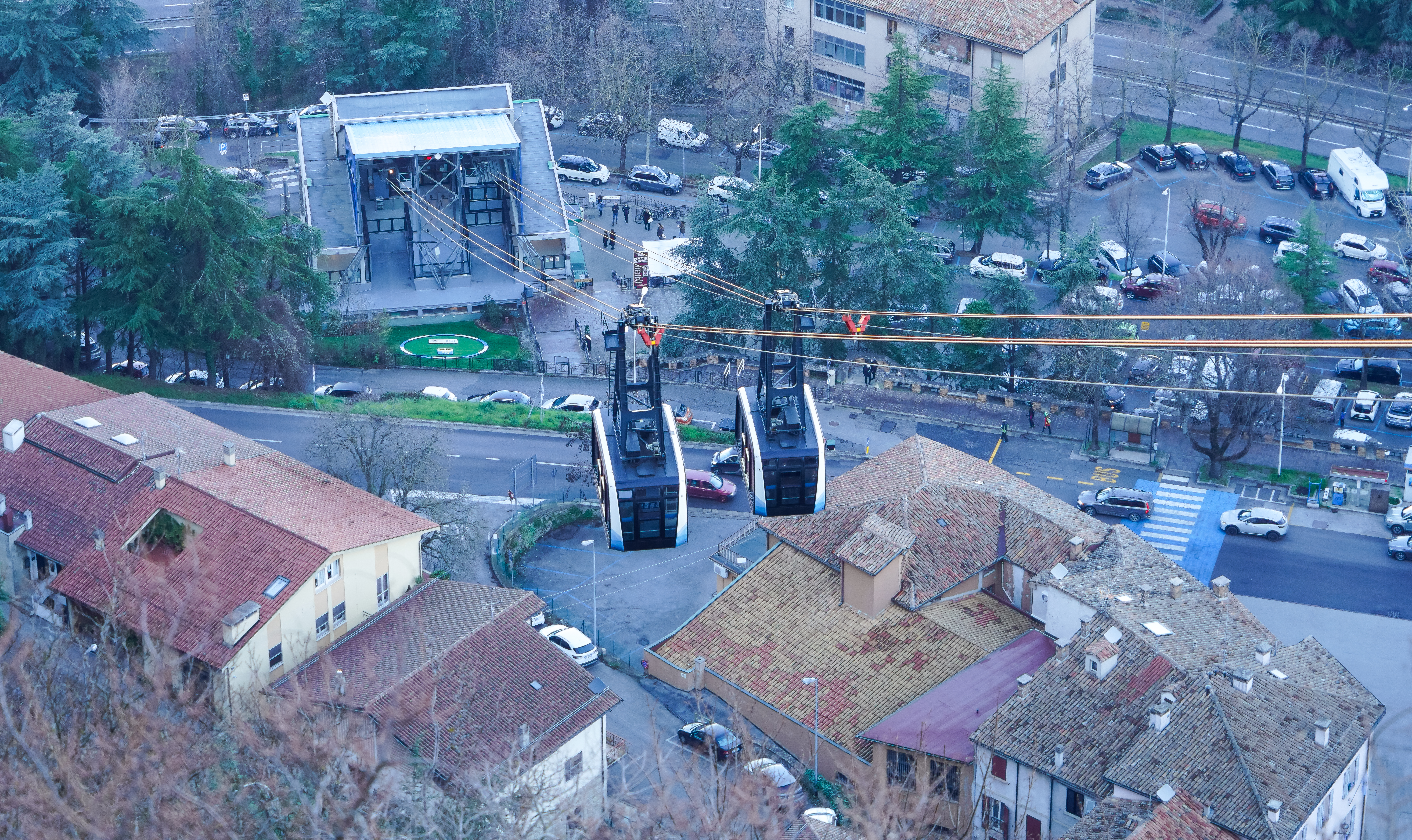
산마리노 케이블카

산마리노 케이블카(이탈리아어: Funivia di San Marino 푸니비아 디 산마리노[*])는 산마리노의 삭도이다. 산마리노 시의 보르고마조레에서 산 밑과 산 위를 연결한다. Azienda Autonoma di Stato per i Servizi Pubblici가 운영한다.